# Rolando Chuaqui
Rolando Basim Chuaqui Kettlun (Santiago, 30 de diciembre de 1935 – 22 de abril de 1994) fue un matemático, médico y filósofo chileno. 
Se especializó en filosofía de las ciencias, dedicándose a los fundamentos de las probabilidades y los fundamentos de las matemáticas.

## Trayectoria
Chuaqui ingresó a la Universidad de Chile en 1953 para estudiar medicina.
Obtuvo un Ph.D. en Lógica y Metodología de la Ciencia, un programa interdisciplinario entre el Departamento de Matemáticas y el Departamento de Filosofía de la Universidad de California, Berkeley en 1965.  La tesis presentada fue, "A Definition of Probability Based on Equal Likelihood" y su asesor de doctorado fue David Blackwell.
Chuaqui regresó a Chile luego de graduarse, desempeñándose como profesor en la Universidad de Chile y luego en la Pontificia Universidad Católica de Chile. Durante su tiempo en la Pontificia Católica, asesoró a tres estudiantes de doctorado.
Chuaqui ocupó el puesto de profesor visitante en UCLA (1967), Universidad de Princeton (1970), Universidad de São Paulo, Brasil (1971 a 1982), Universidad de California, Berkeley (1973 y 1974), Universidad Estatal de Campinas, Brasil (1976, 1977 y 1978), Universidad Stanford  (1984), y Universidad Estatal San Jos (1986 a 1989).
Chuaqui fue un colaborador permanente de Patrick Suppes, con quien trabajó en análisis y medición no estándar en ciencias.

## Reconocimientos
Recibió la Beca Guggenheim en Matemáticas en 1983.
Una serie de conferencias anuales de investigación en Chile, las Jornadas Rolando Chuaqui Kettlun, se lleva a cabo en su memoria desde 1999.
La Pontificia Universidad Católica de Chile también tiene un edificio que lleva su nombre que alberga el Departamento de Matemáticas desde 1999.
La Academia de Desarrollo de Talentos UC Rolando Chuaqui lleva su nombre.